# Хелли, Питер
Питер Хелли (англ. Peter Halley; род. 24 сентября 1953) — современный американский художник, известный своими геометрическими работами; центральная фигура движения неоконцептуализма (Neo-Geo) 1980-х годов. Хелли также является писателем, куратором и основателем журнала Index Magazine. В период с 2002 по 2011 год занимал должность директора по художественным исследованиям в живописи и полиграфии в Школе искусств Йельского университета. Живёт и работает в Нью-Йорке.

## Биография
Питер Хелли стал известен в середине 1980-х как художник, принадлежащий к поколению неоконцептуалистов. Их первая выставка прошла в Нью-Йоркском Ист-Виллидже и включала работы таких художников, как Джефф Кунс, Хаим Стейнбах, Сара Чарльсворт, Аннет Лемьё, Стивен Паррино, Филипп Тааффе, Гретхен Бендер и Мейер Вайсман.
В своих картинах Хелли исследовал психическую и психологическую структуру социального пространства, объединяя язык геометрической абстракции, заимствованный Барнетта Ньюмана и Эллсворта Келли, с реалиями урбанистического пространства и цифрового ландшафта. В 1990-х годах он расширил свою практику, включив инсталляции на основе технологии крупноформатной цифровой печати.
Хелли также известен своими критическими работами, в которых он связывал идеи французских постструктуралистов, таких как Мишель Фуко и Жан Бодрийяр, с цифровой революцией и визуальным искусством. С 1996 по 2005 годы он издавал журнал "Индекс", в котором публиковались подробные интервью с ведущими деятелями в сфере искусства, моды, музыки и кино.
Хелли также преподавал искусство в нескольких программам ведущих учебных заведений. С 2002 по 2011 годы он был директором программы аспирантуры по живописи и полиграфии в Школе искусств Йельского университета.

## Ранние годы и образование
Питер Хелли родился и вырос в Нью-Йорке в семье Дженис Хелли, дипломированной медсестры польского происхождения, и Рудольфа Хелли, адвоката и политика, потомка немецко-австрийских евреев. Отец Хелли был президентом Городского совета Нью-Йорка с 1951 по 1953 годы и баллотировался на пост мэра Нью-Йорка в 1953 году, но скончался скоропостижно в возрасте сорока трех лет, когда Хелли было три года.
В возрасте шести лет Питер поступил в первый класс начальной школы Колледжа Хантер в Манхэттене. Позже он учился в Академии Филлипса в Андовере, Массачусетс, известной своим художественным музеем и инновационной художественной программой. Пребывая в Андовере, Хелли проявил интерес к различным формам масс-медиа и стал программным директором на школьной маломощной радиостанции. В то время он также начал заниматься рисованием, создавая свои первые работы в художественной студии своего дяди Аарона.
Хелли получил уведомление о принятии с полной стипендией в Брауновский университет, Гарвард и Йель, но выбрал Йель из-за его известной художественной программы. Однако после первого года обучения Хелли было отказано в специализации по искусству, и он решил переехать в Новый Орлеан, где прожил один год. Затем он вернулся в Йель, чтобы изучать историю искусства, и перед выпуском в 1975 году написал дипломную работу по Анри Матиссу.
После окончания университета Хелли вернулся в Новый Орлеан и в 1976 году поступил в магистратуру по изобразительному искусству в Новоорлеанский университет. Он получил степень магистра искусств в 1978 году и прожил в Новом Орлеане до 1980 года. В это время он много путешествовал по Мексике, Центральной Америке, Европе и Северной Америке.

## Творчество и карьера

### Раннее творчество и жизнь в Нью-Йорке
В 1980 году Питер Хелли вернулся в Нью-Йорк и обосновался в лофте в Ист-Виллидже. Там он стал соседом Дэвида Бирна, основателя рок-группы Talking Heads. Нью-Йорк оказал значительное влияние на его художественный стиль, вдохновив его интенсивностью, масштабом и урбанистической сетью города, которую он назвал "геометрией пространства XX века".
Увлеченный абстрактным искусством, Хелли решил связать язык геометрической абстракции с реальным пространством, которое он видел вокруг себя. Он использовал геометрию Малевича и Альберса, объединяя фигуры в архитектурные пиктограммы, которые он назвал "тюрьмами" и "ячейками", соединёнными прямыми линиями - "каналами".
Эти геометрические символы, разработанные Хелли в начале 1980-х годов, стали основой его творчества на десятилетия вперед. Он использовал эти символы для отражения идей о структурах индустриализированного общества и товарного капитализма. Хелли также внедрил в свои картины акриловые краски цвета Day-Glo для разграничения пространства на холсте. Флуоресцирующие полосы на его полотнах напоминали искусственное освещение витрин, вывески и светоотражающую одежду городских рабочих.
В 1980-е годы Хелли развивал свою практику в контексте художественного и интеллектуального дискурса, который происходил в галереях Ист-Виллиджа. Он был частью группы молодых художников, включая Джеффа Кунса, Хаима Стейнбаха, Шерри Левин, Эшли Бикертона и Ричарда Принса, которые активно обсуждали роль технологий в современном обществе и использовали иронию и стилизацию в своих работах для комментирования структурных проблем времени. Они черпали вдохновение из концептуального искусства, создавали картины и скульптуры, которые действовали как набор знаков и отсылок к послевоенной истории искусства.
Хелли организовал свои персональные проекты в галерее PS122 в 1980 году и в баре East Beil Beulah Land в 1984 году. В 1983 году он представил групповую выставку «Научная фантастика» (Science Fiction), в галерее Джона Вебера, в которой приняли участие Джефф Кунс, Росс Блекнер, Ричард Принс, Таро Сузуки, Роберт Смитсон и Дональд Джадд, последний из которых оказал влияние на Хелли. Элисон Перлман рассказала об актуальности и влиянии шоу, написав:
Хелли организовал персональные проекты в галерее PS122 в 1980 году, а также в баре East Beil Beulah Land в 1984 году. В 1983 году он организовал групповую выставку под названием "Научная фантастика" в галерее Джона Вебера, в которой приняли участие такие художники, как Джефф Кунс, Росс Блекнер, Ричард Принс, Таро Сузуки, Роберт Смитсон и Дональд Джадд, последний из которых оказал значительное влияние на Хелли.

Элисон Перлман описала актуальность и влияние этой выставки, отметив: 
Галерея была оформлена в стиле поп-футуризма. Все пространство было окрашено в черный цвет. Многие работы включали геометрические фигуры, плексиглас и огни, создавая кристаллический эффект, напоминающий эстетику из "Звездного пути" (Star Trek) Питера Хелли, Джеффа Кунса и "Искусство в маркетинге" (Art at Marketing)... Эта высокотехнологичная эстетика сочеталась с научно-популярной фантастикой, а также с модой, музыкой и другими потребительскими продуктами начала 1980-х годов, создавая герметичный, обтекаемый, синтетический или ультра-урбанистический вид.
Первая масштабная персональная выставка Хелли состоялась в 1985 году в галерее International With Monument, расположенной в самом сердце Ист-Виллиджа. Эту галерею возглавляли Мейер Вайсман, Кент Кламен и Элизабет Коури, знакомые ему из Школы дизайна Парсонса. В это же время Хелли познакомил Мейера Вайсмана с Джеффом Кунсом, который позднее также выставлялся в International With Monument.
В октябре 1986 года Мейер Вайсман организовал групповую выставку в более известной галерее Sonnabend Gallery в Нью-Йорке, на которой были представлены работы Хелли, Эшли Бикертона, Джеффа Кунса и самого Вайсмана. Этот показ, сохранивший интеллектуальный стиль, характерный для International With Monument, стал сигналом отхода от живописного неоэкспрессионизма, который преобладал на арт-сцене Нью-Йорка в начале 1980-х годов. Выставка в галерее Sonnabend получила широкое признание критиков и привлекла внимание широкой публики, закрепив за четырьмя художниками творческий термин "нео-гео" и "неоконцептуализм". Журнал New York Magazine назвал их "мастерами шумихи", а в предыдущем выпуске тот же журнал Пола Тейлора называл их "горячей четверкой", а самого Хелли – "интеллектуалом группы". Роберта Смит из New York Times отмечала, что "геометрические абстракции Хелли напоминают диаграммы батарейных ячеек с каналами или тюремными камерами с решетчатыми окнами (электрическими или социальными системами), а их мощные флуоресцентные цвета исходят где-то из-за пределов искусства".

### Литературные работы
В начале своей художественной карьеры Питер Хелли обращал особое внимание на французских писателей-постструктуралистов, таких как Мишель Фуко, Ролан Барт, Поль Вирильо и Жан Бодрийяр. Их работы, переведенные на английский язык в конце 1970-х и начале 1980-х годов, активно обсуждались среди нью-йоркских критиков. Анализируя их труды, Хелли отметил в своих работах: "Модернизм, с которым я вырос, являлся духовным... Я чувствовал себя все менее и менее комфортно с ними и решил, что для меня модернизм в действительности представлял собой скептицизм, сомнение и пытливость. То, что теперь мы признаем частью постмодернистской чувственности".
В своих многочисленных трудах Хелли описывал критическое видение модернизма, постмодернизма, современной культуры и цифровой революции – идеи, частично заимствованные у Фуко, Бодрийяра и других, иногда усиленные неомарксистским уклоном. Он анализировал влияние музыки "Новой волны", культурную политику "холодной войны" и распространение цифровых форм, привнесенных компьютерами и видеоиграми. В своих статьях, опубликованных с 1980-х до начала 2000-х годов, Хелли обращал внимание на изменения в отношениях между индивидуальными и более широкими социальными структурами, а также описывал, как художники его поколения реагировали на возникающие социальные, экономические и культурные условия последних десятилетий.
В 1988 году работы Хелли были опубликованы в "Сборнике очерков 1981-1987 гг.", изданном галереей "Бруно Бишофбергер" в Цюрихе. В 1997 году издательство Edgewise Press опубликовало вторую антологию "Последние очерки 1990-1996 гг." под редакцией Ричарда Милаззо. Новая версия книги Милаззо "Питер Хелли: избранные очерки 1981-2001 гг." была опубликована издательством Edgewise в 2013 году.

### Творческая деятельность с 1990-х по настоящее время
После выставки в 1986 году в галерее Sonnabend работы Питера Хелли были представлены на множестве выставок в Европе и Америке. Он провел свою первую музейную выставку под названием "Питер Хелли: новые работы" в музее Haus Esters в Крефельде, Германия, в 1989 году. Затем, в 1991-1992 годах, Музей современного искусства в Бордо организовал обширную ретроспективу работ Хелли, которая была показана также в Музее современного искусства в Лозанне в Швейцарии, в Национальном музее "Центр искусств королевы Софии" в Мадриде и в Стеделейк музее в Амстердаме.
В 1990-е годы Хелли начал адаптировать свой визуальный язык к последствиям цифровой революции. Его работы стали более сложными и гиперболизированными, а он начал экспериментировать с цифровой печатью и веб-искусством.

С течением времени работы Хелли продолжали выставляться в крупнейших мировых музеях и галереях, включая Mary Boone Gallery в Нью-Йорке, Jablonka Gallery в Кёльне, Galerie Bruno Bischofberger в Цюрихе, Galerie Thaddaeus Ropac в Париже, Galleria Massimo Minini в Лондоне, а также в многих других городах мира. В 2016 году он организовал инсталляцию с Galerie Thomas на Art Basel Unlimited. На 2016 год работы Хелли были также представлены в галерее Greene Naftali в Нью-Йорке, Stuart Shave в Лондоне и Gary Tatintsian Gallery в Москве.

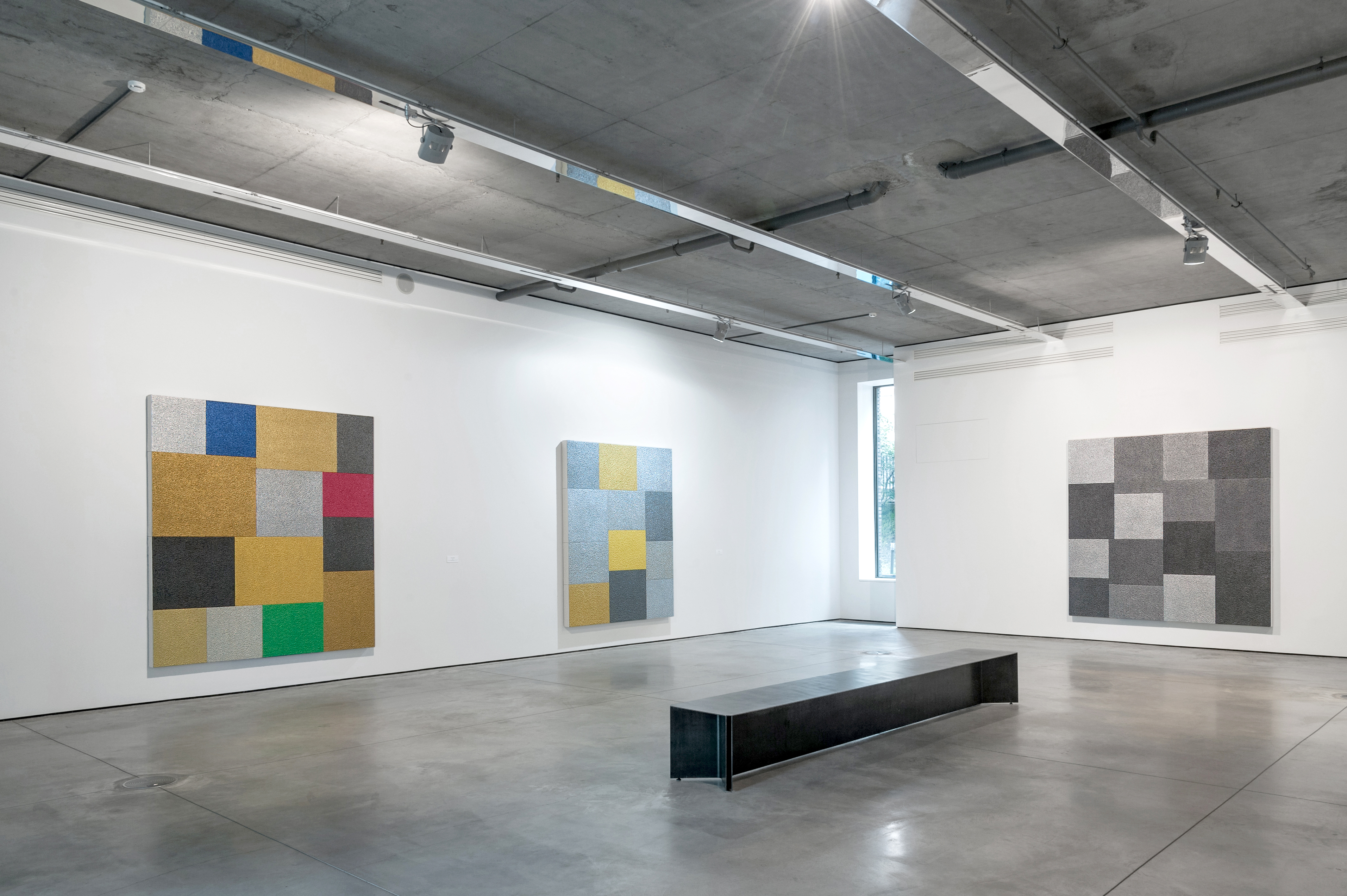
Выставка Питера Хелли в Галерее Гари Татинцяна, 2017
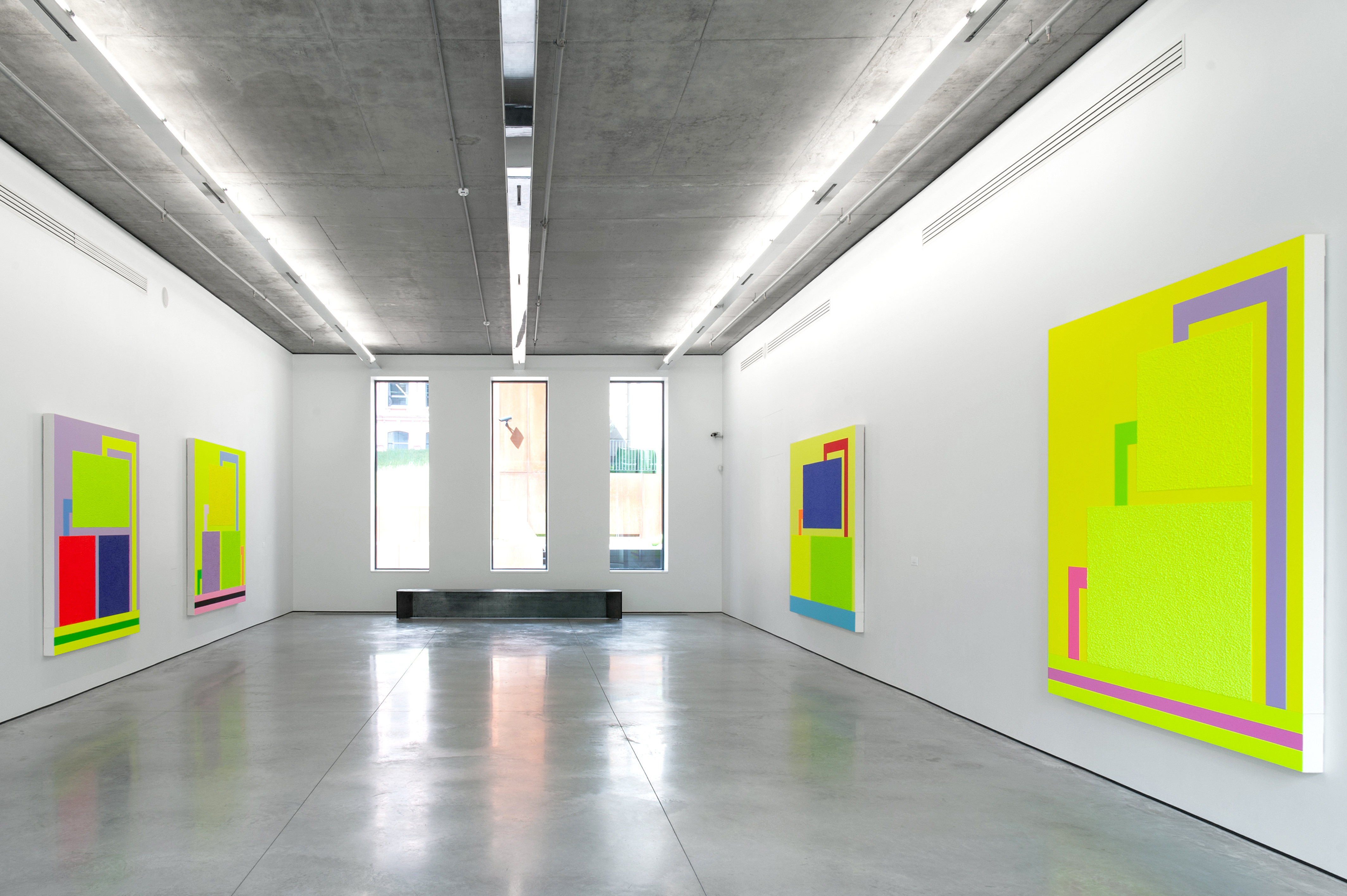
Выставка Питера Хелли в Галерее Гари Татинцяна, 2017

### Цифровые принты и инсталляции
В середине 1990-х Хелли начал активно внедрять цифровое программное обеспечение для создания своих композиций. Параллельно он начал исследовать различные методы печати, включая шелкографию, цифровую и струйную печать. Его печатные работы часто включали изображения из комиксов, а также новый мотив взрывов и взрывных ячеек, которые часто создавались путем печати изображений с компьютера и их автоматического обработки.
В 1993 году Хелли создал проект под названием "Superdream Mutation", цифровую модель работы, которую можно было просмотреть и загрузить на онлайн-платформе The Thing. Это монохромное изображение предлагалось в формате GIF и дополнялось различными вариантами оформления. Работа считается первым произведением искусства, доступным исключительно для онлайн-просмотра и продажи.
Другим цифровым проектом, созданным Хелли, была "Взрывная ячейка" (Exploding Cell), которая была разработана им совместно с Музеем современного искусства в Нью-Йорке в рамках его выставки в 1997 году. Этот проект представлял собой индивидуальную экспозицию его печатных работ и инсталляций, доступную онлайн во время открытия и до настоящего времени. Этот проект также является первым цифровым приобретением в истории Музея современного искусства, отмечает его директор Гленн Лоури.
В 1990-е годы Хелли начал создавать локальные инсталляции, которые интегрировались в архитектуру музеев, галерей и других публичных пространств. Эти инсталляции сочетали в себе различные художественные средства, включая живопись, скульптуру из стеклопластика и использование цифровых обоев. Первая такая инсталляция была создана для Музея искусств Далласа, где Хелли объединил картины с шелкографией, обоями и росписью в виде блок-схем. В 1994 году блок-схемы стали частью его работы и представляли собой модели из учебных пособий, иерархий и процессов. Описывая свой подход к использованию блок-схем, Хелли отмечал, что они несут нечеткую информацию и не имеют смысла без пояснений. Посетители сначала изучали блок-схемы, а затем рассматривали картины, что позволяло лучше понять произведения.
Другие известные инсталляции Хелли были представлены в Музее Фолькванг в Эссене в 1999 году и в центре Disjecta в Портленде в 2012 году. Инсталляция цифровых принтов "Судный день" ("Judgment Day") была создана Хелли для выставки "Личные структуры" (Personal Structures) на 54-й Венецианской биеннале в 2011 году. В 2016 году крупная многокомпонентная инсталляция The Schirn Ring была представлена в Schirn Kunsthalle, во Франкфурте, Германии.
Хелли разработал несколько постоянных проектов для публичных пространств. В 2005 году он создал масштабную работу размером 17 на 40 футов, состоящую из восьми отдельных панелей, для интерьера международного аэропорта Далласа в Техасе. Три года спустя, в 2008 году, его постоянная инсталляция цифровых принтов, занимающая более пяти этажей, украсила здание Школы Галлатина в Нью-Йоркском университете.
В 2007 году Хелли сотрудничал с французским дизайнером Матали Крассе для создания инсталляции для Galerie Thaddaeus Ropac в Париже, а также с итальянским архитектором Алессандро Мендини в галерее Massimo Minini в Италии и в Mary Boone Gallery в Нью-Йорке.

## ЖурналindexMagazine
См. также: index Magazine
В 1996 году Питер Хелли совместно с куратором и писателем Бобом Ником основали журнал Index Magazine. Журнал продолжал идею знаменитого издания Interview Энди Уорхола и публиковал беседы со звездами искусства, моды и киноиндустрии. Хелли руководил «Индексом» из своей студии в Нью-Йорке. Журнал часто сотрудничал с такими восходящими звездами фотографии, как Юрген Теллер, Терри Ричардсон, Вольфганг Тильманс и Райан Мак-Гинли, и проводил интервью с разнообразными творческими личностями, включая Бьорк, Брайан Ино, Марк Джейкобс, Агнес Брукнер, Диаманда Галас, Хармони Корин и Скарлетт Йоханссон. Журнал регулярно выходил в печать вплоть до 2005 года. В 2014 году издательство Rizzoli опубликовало книгу «Индекс от А до Я: искусство, дизайн, мода, кино и музыка в эпоху инди», в которой рассказывалось о работе издания и культурных движениях той эпохи.

## Преподавательская деятельность
На протяжении всей своей карьеры Хелли преподавал и читал лекции в университетах как в Соединённых Штатах, так и за рубежом. В начале 2000-х Хелли был действующим преподавателем по программам изобразительного искусства в Колумбийском университете, в Университете Лос-Анджелеса и Йельском университете. В 2002 году он стал директором программы по живописи и печатному делу для выпускников в Йельской школе искусств, где он работал до 2011 года. С 2010 по 2011 год он был назначен на должность заведующего кафедры искусств имени Леффингуэлла в Школе искусств Йельского университета. Среди выдающихся студентов Хелли – художники Мэри Рейд Келли, Тала Мадани, Келти Феррис, Мэтт Коннорс, Элла Круглянскала, Анна Бетбезе, Саша Брауниг, Ахмед Алсудани, Нжидека Акунунили Кросби, Абигейл Девилл, Дженнифер Пэкер и (по программе Колумбийской магистратуры в области искусства) Дана Шутц.
Хелли преподавал и читал лекции в ведущих университетах США и Европы. В начале 2000-х он был действующим преподавателем по программам изобразительного искусства в Колумбийском университете, в Университете Лос-Анджелеса и Йельском университете. В 2002 году он стал директором по программе живописи и печатному делу для выпускников в Йельской школе искусств, где работал до 2011 года. С 2010 по 2011 год он был назначен заведующим кафедры искусств имени Леффингуэлла в Школе искусств Йельского университета. Среди выдающихся студентов Хелли – художники Мэри Рейд Келли, Тала Мадани, Келти Феррис, Мэтт Коннорс, Элла Круглянскала, Анна Бетбезе, Саша Брауниг, Ахмед Алсудани, Нжидека Акунунили Кросби, Абигейл Девилл, Дженнифер Пэкер и Дана Шутц.

## Коллекции
Работы Хелли находятся в многочисленных публичных коллекцициях и собраниях, включая Тейт Модерн, Лондон, Великобритания; Музей Фолькванг, Эссен, Германия; Музей современного искусства, Нью-Йорк, США; Музей американского искусства Уитни, Нью-Йорк, США; Музей Гуггенхайма, Нью-Йорк, США; Национальный музей современного искусства в Сеуле, Сеул, Корея; Фонд современного искусства Картье, Париж, Франция; CAPC Musée d'Art Contemporain, Бордо, Франция; Музей современного искусства Люксембурга (MUDAM), Люксембург; The Hall Art Foundation, США, Германия; Музей современного искусства Кастелло ди Риволи, Турин, Италия;  Музей современного искусства (MOCA), Лос-Анджелес, США; Музей современного искусства Сан-Франциско (SFMOMA), Сан-Франциско, США; Stedlijk Museum, Амстердан, Нидерланды; The Broad Art Foundation, Лос-Анджелес, США и многих других.

## Избранные выставки
2023 Conduits: Paintings from the 1980s. Musée d'art moderne Grand-Duc Jean, Luxembourg City, Luxembourg
2023 Peter Halley. Karma, Los Angeles, USA
2022 Peter Halley: The Early Paintings. Lopez de La Serna Contemporary Arts Center, Madrid, Spain
2021PETER HALLEY: CELL GRIDS. Dallas Contemporary, Dallas, USA
2020 Peter Halley / Anselm Reyle. König Galerie and Galerie Thomas, Berlin, Germany
2019 Peter Halley: New Paintings. Galerie Thomas Modern, Munich, Germany
2018 Peter Halley: Unseen Paintings: 1997-2002, from the Collection of Gian Enzo Sperone. Sperone Westwater, New York, USA
2017 Peter Halley: Boats Crosses, Trees Figures, Gouaches 1977 - 1978. Karma, New York, NY, USA
2017 Peter Halley. Gary Tatintsian Gallery, Moscow, Russia
2016 Peter Halley - The Schirn Ring. Schirn Kunsthalle Frankfurt, Germany
2015 Geometry of the Absurd: Recent Paintings by Peter Halley. Santa Barbara Museum of Art, Santa Barbara, CA, USA
2015 Peter Halley. Sommer Contemporary Art, Tel Aviv, Israel
2014 Prisons. Friedrich Schiller University, Jena, Germany
2014 Since 2000. Museé D'Art Moderne, Saint Étienne Métropole, France
2013 Recent Works. Klaus Steinmetz Contemporary Art, San Jose, Costa Rica
2011 Peter Halley: Drawings, Four Decades. Gering and Lopez Gallery, New York, USA
2010 Peter Halley. Gary Tatintsian Gallery, Moscow, Russia
2010 Peter Halley: Prints. Zane Bennett Contemporary Art, Santa Fe, NM, USA
2009 Peter Halley, Early Work: 1982 to 1987. Mary Boone Gallery, New York, USA
2009 Peter Halley: New Work. Waddington Galleries, London, UK
2008 Peter Halley. Monotypes. Galerie Thaddaeus Ropac, Salzburg
2007 Peter Halley/ Warren McArthur/ New Paintings/ Aluminum Furniture. Rohrer Fine Art, Laguna Beach, CA, USA
2006 Gary Tatintsian Gallery, Moscow, Russia
2005 Peter Halley: Present and Past. Louisiana Art & Science Museum, Baton Rouge, LA, USA
2005 Peter Halley. Paintings 1995 – 2005. Galerie Xippas, Athens, Greece
2004 Conspiracy Theory. Galerie Thaddaeus Ropac, Paris, France
2002 Mary Boone Gallery, New York, NY, USA
2002 Galería Senda, Barcelona Galería dels Angels, Barcelona, Spain
2001 Waddington Galleries, London, UK
2000 Galerie Thaddaeus Ropac, Paris, France
1999 CAIS Gallery, Seoul, South Korea
1998 Paintings of the 1990s. Museum Folkwang, Essen, Germany
1998 Painting as Sociogram: 1981-1997. The Kitakyushu Municipal Museum of Art, Kitakyushu, Japan
1997 New Concepts in Printmaking 1: Peter Halley. The Museum of Modern Art, New York, NY, USA
1997 The Peter Halley Project. University Gallery, State University of New York, Buffalo, NY, USA
1996 Paintings and Drawings. Baumgartner Galleries, Washington, D.C., USA
1995 Drawings 1991-1995. The Frances Lehman Loeb Art Center, Vassar College, Poughkeepsie, NY, Japan
Traveled to: Greenberg Van Doren Gallery, St. Louis; Rhona Hoffman Gallery, Chicago; Kohn Turner Gallery, Los Angeles, CA, USA
1995 Peter Halley – Paintings: 1980-1981. Turner, Byrne & Runyon, Dallas, TX Encounters 6, Dallas Museum of Art, Dallas, TX, USA
1994 The Broad Art Foundation, Santa Monica, CA, USA
1993 The Broad Art Foundation, Santa Monica Works on Paper, Art & Public, Geneva
1992 Gagosian Gallery, New York, NY, USA
1992 Peter Halley: Paintings 1989-1992. Des Moines Art Center, Des Moines, IA, USA
1991 Peter Halley: Oeuvres de 1982 á 1991. CAPC Musée d'Art Contemporain, Bordeaux, France
Traveled to: FAE/Musée d'Art Contemporain, Pully/Lausanne, Switzerland
1989 Peter Halley: Recent Paintings. Krefelder Kunstmuseen, Museen Haus Esters, Krefeld, Germany
Traveled to: Maison de la Culture et de la Communication de Saint-Etienne, Saint-Etienne, France; Institute of Contemporary Art, London (catalogue); Galleria Lia Rumma, Naples, Italy
1986 Galerie Daniel Templon, Paris (catalogue) International with Monument, New York, NY, USA
1985 International with monument, New York, NY, USA
1983 Peter Halley: Post-Classical Paintings and Drawings. P.S. 122, New York, NY, USA
1979 School of Art & Architecture, University of Southwestern Louisiana, Lafayette, LA, USA
1978 Contemporary Art Center, New Orleans, LA, USA
2023 After “The Wild”: Contemporary Art from The Barnett and Annalee Newman Foundation Collection. The Jewish Museum, New York, USA
2022 Tatintsian Gallery Selected. Tatintsian Gallery, Dubai, UAE
2022  Geometrische Opulenz. Museum Haus Konstruktiv, Zürich, Switzerland
2021 THE 80S. ART OF THE EIGHTIES. Albertina Museum, Vienna, Austria
2021Big! Large-format works from the Sprengel Museum Hannover. Sprengel Museum Hannover, Hannover, Germany
2020 The Essl Collection, Albertina Museum, Vienna, Austria
2020 In the Meanwhile…Recent Acquisitions of Contemporary Art. Santa Barbara Museum of Art, Santa Barbara, USA
2019 Inaugural Exhibition. Rubell Museum, Miami, USA
2018 The birth of abstraction—Line and color in the IVAM collection, IVAMInsitut Valencia d’Art Modern, Valencia, Spain
2017 ORACLE. The Broad, Los Angeles, CA, USA
2016 The Promise of Total Automation. Kunsthalle Wien (Museumsquartier), Vienna, Austria
2015 America Is Hard to See – Whitney Museum of American Art, New York City, NY
2015 Andy Warhol sul comò – Museo d’Arte Contemporanea di Villa Croce, Genoa
2014 30 Ans, collaboration with Alessandro Mendini, Foundation Cartier pour l’art contemporain, Paris
2013 Forty Years of Contemporary Art: Massimo Minini 1973-2013, La Triannale di Milano, Milan, Italy
2013 When Now is Minimal. Die unbekannte Seite der Sammlung Goetz, Neues Museum, Nuremberg, Germany (catalogue). Traveling to the Museion, Bozen, Italy 6th Prague Biennale, Prague, Czech Republic
2012 1980 – Now, The Museum of Modern Art, New York, NY, USA
2012 Contemporary Paintings: 1960 to the Present, San Francisco Museum of Modern Art, San Francisco, USA
2010 The 80’s Revisited: The Bischofberger Collection. Kunsthalle, Bielefeld, Germany (catalogue)
2009 Constellations: Painting from the MCA Collection. Museum of Contemporary Art, Chicago
2009 Now New: New Works, New Space. Elgiz Museum of Contemporary Art, Isatanbul, Turkey
2009 Synthetics. Whitney Museum of American Art, New York
2008 Fifty Works for Fifty States. The Dorothy and Herbert Vogel Collection, The National Gallery of Art, Washington D.C.
2007 The Shapes of Space. Solomon R. Guggenheim Museum, New York, NY
2007 RESET: Works from the Marx Collection. Hamburger Banhof – Museum Für Gegenwart, Berlin
2007 War and Discontent. Museum of Fine Arts, Boston, MA
2007 Create Your Own Museum. Gary Tatintsian Gallery, Moscow
2006 Figures in the Field: Figurative Sculpture and Abstract Painting from Chicago Collections. Museum of Contemporary Art, Chicago, IL
2006 The Downtown Show: The New York Art Scene 1974–1984. Grey Art Gallery, New York, NY Traveled to: Andy Warhol Museum, Pittsburgh; Austin Museum of Art, Austin, TX
2005 Flashback: Revisiting the Art of the 80s. Kunstmuseum, Basel
A View from 1988 Up to Now. Proje4L Elgiz Museum of Contemporary Art, Istanbul
2005 Picturing America: Selections from the Whitney Museum of American Art. Nagasaki Prefectural Museum, Nagasaki, Japan
2005 We Can Do It! Gary Tatintsian Gallery, Moscow, Russia
2004 East Village USA. New Museum, New York, NY
2004 Visions of America: Contemporary Art from the Essl Collection and the Sonnabend Collection, New York. Sammlung Essl – Kunst der Gegenwart, Vienna (installation, catalogue)
2004 Tear Down This Wall: Paintings from the 1980s. Museum of Contemporary Art, Los Angeles, CA
2004 Singular Forms (Sometimes Repeated): Art from 1951 to the Present. Solomon R. Guggenheim Museum, New York, NY
2003 The Past of the Present: Selections from the ABN AMRO Collection. Organized by the Stedelijk Museum, Amsterdam, Shanghai Art Museum, Shanghai. Traveled to: Singapore Art Museum, Singapore, São Paulo Pinacoteca, São Paolo
2003 Pittura/Painting: from Rauschenberg to Murakami. 1964-2003. La Biennale di Venezia, Venice
2002 La Colleccion Onnasch. Museu d’Art Contemporani de Barcelona, Barcelona
2002 New York Renaissance: Masterworks from the Whitney Museum of American Art. Palazzo Reale, Milan (catalogue)
2002 We Love Painting! Contemporary American Art from Misumi Corporation Collection. Museum of Contemporary Art, Tokyo (catalogue)
2001 Digital: Printmaking Now. Brooklyn Museum of Art, New York, NY
2001 Playing Amongst the Ruins. Royal College of Art Galleries, London
2001 Mythic Proportions: Painting in the 80s. Museum of Contemporary Art, Miami, FL
2000 Art at Work: Forty Years of the Chase Manhattan Collection. Queens Museum, Queens, NY
2000  Pasajes de la Coleccion en Malaga. Fundacion la Caixa, Malaga
2000  Age of Influence: Reflections in the Mirror of American Culture. Museum of Contemporary Art, Chicago
1999 The American Century. Whitney Museum of American Art, New York
1999 The Broad Spectrum: Color on Paper, Past and Present. The Art Institute of Chicago, Chicago, IL
1999 Geometrie als Gestalt. The art collection of Daimler Chrysler, Neue Nationalgalerie, Berlin
1999 Forty Years of The Chase Manhattan Collection: Art at Work. Contemporary Arts Museum, Houston, TX
1998 Post-hypnotic. University Galleries, Illinois State University, Normal, IL, traveling to Atlanta College of Art Gallery, Atlanta, GA, and Chicago Cultural Center, Chicago, IL
1997 Pop Abstraction. The Pennsylvania Academy of Art, Philadelphia, PA
1996 Sammlung Marx. Hamburger Bahnhof, Museum Für Gegenwart, Berlin
1996 Thinking Print: Books to Billboards, 1980. The Museum of Modern Art, New York, NY
1996 Art at the End of the 20th Century, Selections from the Whitney Museum of American Art. National Gallery, Alexander Soutzos Museum, Athens
1996 Wunschmaschine Welterfindung: A History of Technical Visions. Kunsthalle Wien, Wien
1996 Nuevas Abstracciones. Reina Sofia, Madrid; Kunsthalle Bielefeld, Bielefeld; Museu d’Art Contemporani, Barcelona
1995 Morceaux Choisis du Fonds National d’Art Contemporain. Centre National d’Art Contemporain, Grenoble, France  Velge & Noirhomme, Brussels, Belgium
1995 Degrees of Abstraction: From Morris Louis to Mapplethorpe. Museum of Fine Arts, Boston, MA
1994 Cross and Square Grids. Museum of Modern Art, Saitama, Japan
1994 Abstraction: A Tradition of Collecting in Miami. Center For the Fine Arts, Miami, FL
1994 Rudiments d’un Musee Possible. Musee d’art contemporain, Geneva
1994 The Assertive Image: Artists of the Eighties. UCLA/Armand Hammer Museum of Art, Los Angeles, CA
1993 Yale Collects Yale. Yale University Art Gallery, New Haven, CT
1993 Building a Collection: The Department of Contemporary Art. The Museum of Fine Arts, Boston
1993 The Tradition of Geometric Abstraction in American Art 1930 – 1990. Whitney Museum of American Art, New York, NY
1992 The Ends of Abstraction: Selections from the Douglas S. Cramer Collection. Santa Barbara Contemporary Arts Forum, Santa Barbara, CA
1992  The Eighties in the Collection of la Caixa Foundation. EXPO'92, Seville, Spain
1991 American Art of the 80's. Museo d'Arte Moderna e Contemporanea, Trento, Italy
1991 Contemporary Art from The Collection of Jason Rubell. Duke University Art Museum, Durham, NC
1991 Power: Its Myths and Mores in American Art, 1961-1991. Indianapolis Museum of Art, IN; Akron Art Museum, Akron, OH; Virginia Museum of Fine Arts, Richmond, VA
1991 Art of the 1980's: Selections from the Collection of the Eli Broad Family Foundation. Duke University Museum of Art, Durham, NC
1990 Un Art de la Distinction? Centre d'art contemporain, Abbaye Saint – Andre, Meymac, Correze, France
1990 Word as Image: American Art 1960-1990”. Milwaukee Art Museum, Milwaukee, WS; Contemporay Arts Museum, Houston, TX
1990 The Kitchen Art Benefit. Curt Marcus & Leo Castelli Galleries, New York, NY 

## Личная жизнь
Питер Хелли женат на художнице Энн Кравен. У него есть двое детей, Изабель и Томас, от предыдущего брака с Кэролайн Стюарт.